# Parentia cagiae
Parentia cagiae är en tvåvingeart som beskrevs av Daniel J. Bickel 2006. Parentia cagiae ingår i släktet Parentia och familjen styltflugor.
Artens utbredningsområde är Fiji. Inga underarter finns listade i Catalogue of Life.